# 近藤大介 (評論家)
近藤 大介（こんどう だいすけ、1965年 - ）は、日本のジャーナリスト。
現代ビジネス編集次長、現代ビジネスコラムニスト、明治大学国際日本学部講師、国際情報学修士。埼玉県出身。

## 来歴
埼玉県立浦和高等学校出身。1989年、東京大学教育学部卒業後の同年4月、講談社に入社。新入社員向けの書店研修等を経て同年6月1日付にて、「FRIDAY」編集部に配属。
その後「週刊現代」編集部、1995年から1996年にかけて北京大学へ留学。「週刊現代」副編集長を経て、2009年7月、講談社(北京)文化有限公司に現地代表、副社長として出向する。
2012年迄現地に駐在し、日本に帰国。帰国後、「週刊現代」の編集次長に昇進したが、その後も隔週コラムを受け持った　（2023年10月に終了）。韓国誌『月刊中央』の不定期コラムも2012年以降継続している。
2008年から明治大学国際日本学部講師として東アジア国際関係論の授業を受け持っている。2023年より「現代ビジネス」編集次長。
「現代ビジネス」の連載第1号として、2010年4月から「北京のランダムウォーカー」の連載を開始。

## 著書
- 『北京大学三ヵ国カルチャーショック』講談社 1997
- 『北朝鮮を継ぐ男 革命家・朴甲東の80年の軌跡』草思社 2003
- 『日本よ中国と同盟せよ! 2020年、日中同盟が世界を変える』光文社 2006
- 『東アジアノート 小泉訪朝同行記』ランダムハウス講談社 2006
- 『日・中・韓「準同盟」時代 東アジアが世界の中心になる』光文社  2009
- 『「中国模式」の衝撃 チャイニーズ・スタンダードを読み解く』平凡社新書 2012
- 『対中戦略 無益な戦争を回避するために』講談社  2013
- 『日中「再」逆転』講談社 2013
- 『深紅の華 北京特派員右田早希』廣済堂出版 2013
- 『習近平は必ず金正恩を殺す』講談社 2014
- 『中国人の常識は世界の非常識』ベスト新書 2014
- 『金正恩の正体 北朝鮮権力をめぐる死闘』平凡社新書 2014
- 『「北京女性」24人の肖像』メディアタブレット　2015
- 『中国経済「1100兆円破綻」の衝撃』講談社+α新書 2015
- 『AIIB不参加の代償』右田早希 ベスト新書　2015
- 『パックス・チャイナ　中華帝国の野望』講談社現代新書　2016
- 『活中論』講談社　2017
- 『大国の暴走』渡部恒雄、小泉悠との共著　講談社　2017
- 『未来の中国年表』講談社現代新書　2018
- 『2025年、日中企業格差』ＰＨＰ新書　2018
- 『習近平と米中衝突』ＮＨＫ新書　2018
- 『ファーウェイと米中５G戦争』講談社+α新書　2019
- 『中国人は日本の何に魅かれているのか』秀和システム　2020
- 『アジア燃ゆ』MdN新書　2020
- 『ファクトで読む米中新冷戦とアフター・コロナ』講談社現代新書　2021
- 『台湾vs中国　謀略の１００年史』ビジネス社　2021
- 『ふしぎな中国』講談社現代新書　2022
- 『日本人が知らない！　中国・ロシアの秘めた野望』廣瀬陽子氏との共著　ビジネス社　2023
- 『進撃の「ガチ中華」』講談社　2024
- 『尖閣有事』中央公論新社　2024

## 関連リンク
- 現代ビジネス 近藤 大介（Daisuke Kondo）